# Flaga województwa mazowieckiego

Flaga Województwa Mazowieckiego z lat 2002 - 2006

Flaga województwa mazowieckiego – symbol województwa mazowieckiego. Flaga ta to prostokątny płat tkaniny w kolorze czerwonym, o stosunku szerokości do długości wynoszącym 5:8, z umieszczonym po lewej wizerunkiem orła srebrnego (białego) o dziobie i szponach złotych. Została przyjęta 29 maja 2006. Jej projektantem był Andrzej Heidrich. Wcześniej stosowana była flaga z nieco innym orłem.